# Benny Golson

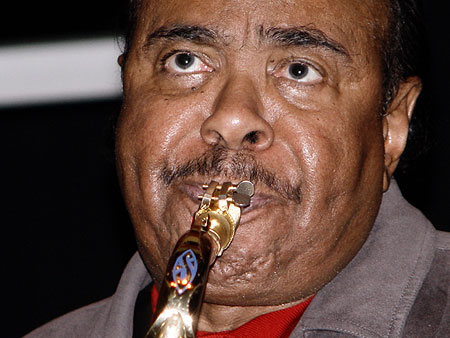
Benny Golson (2014)

Benny Golson (* 25. Januar 1929 in Philadelphia; † 21. September 2024 in New York City) war ein US-amerikanischer Tenorsaxophonist, Komponist und Arrangeur des Hard Bop. Golson gehört zu den stilbildenden Vertretern des Hardbop und betont dessen lyrische Seite. Er wurde bekannt durch sein Spiel bei Art Blakeys The Jazz Messengers und seine langjährige Mitwirkung im Art Farmer/Benny Golson-Jazztet. Seine Kompositionen wie Blues March, Whisper Not oder I Remember Clifford gehören zu den meistgespielten des Hardbop-Repertoires.

## Werdegang

### Die frühen Jahre
Golson spielte schon neunjährig Klavier und mit 14 Jahren Tenorsaxophon. Schon während der High-School-Zeit in Philadelphia spielte er mit Musikern seiner Generation wie John Coltrane, Red Garland, Jimmy Heath, Percy Heath, Philly Joe Jones und Red Rodney.
Nach dem Universitätsabschluss an der Howard University tourte Golson mit verschiedenen Rock And Roll Bands, dann fand er im Sommer 1953 einen Job bei Bull Moose Jacksons Rhythm and Blues Band. Pianist in dieser Band war Tadd Dameron; er wurde ein großes Vorbild für Golson, was die Kompositionstechnik betraf und ermutigte ihn, eigene Stücke zu schreiben. 1953 spielte er schließlich in Damerons Band und ging mit ihm nach New York. Dort spielte er bei Lionel Hampton (1953), Earl Bostic (1954–55) und schließlich in Dizzy Gillespies Band von 1956 bis 1958. Der Einstieg in diese Band verhalf Golson zu ersten Erfolgen: Titel wie I Remember Clifford oder Whisper Not wurden später zu populären Jazzstandards, Stablemates wurde von Miles Davis 1955 aufgenommen; auch James Moody nahm schon bald Musik von Benny Golson auf.

### Hardbop: The Jazz Messengers

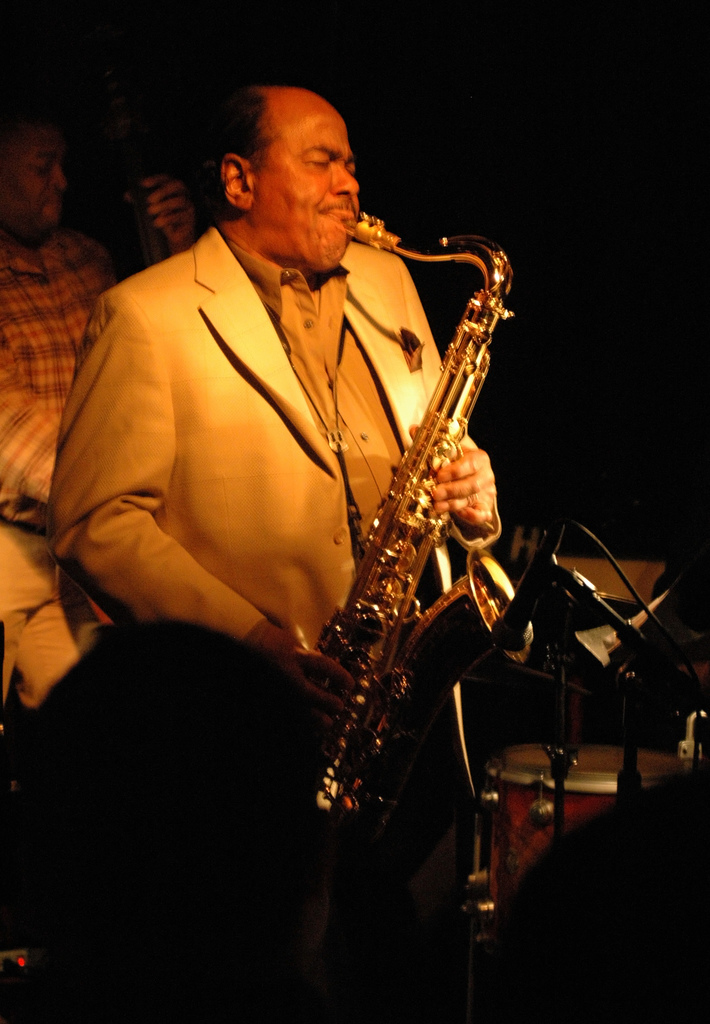
Benny Golson (2006)

Sein Debüt als Leiter einer eigenen Formation hatte Golson im Oktober 1957 (Benny Golson’s New York Scene) mit Art Farmer an der Trompete. Er wurde 1958 für ein Jahr Mitglied und musikalischer Direktor bei den Jazz Messengers des Schlagzeugers Art Blakey.
Von Golson stark geprägt entstand eine der maßgeblichen Platten des Hardbop: Moanin’ (Oktober 1958) mit Golson, Blakey, Lee Morgan, Bobby Timmons und Jymie Merritt. Benny Golson war zwar nur kurze Zeit bei Blakey, steuerte aber bedeutende Teile des langjährigen Band-Repertoires bei, wie Blues March, Along Came Betty oder Whisper Not und schuf ein neues Klangbild der Band. Mit den Jazz Messengers ging Golson noch auf eine Frankreich-Tournee (in Paris wurde ein Live-Album (Paris 1958) mitgeschnitten). Golson schuf mit den Messengers die Filmmusik zu Édouard Molinaros Film Des Femmes Disparaissent.

### Hardbop: Art Farmer/Benny Golson Jazztet
Golsons persönliche Beziehung zu Art Farmer ging auf das Jahr 1953 zurück, als sie gemeinsam in Lionel Hamptons Band spielten. Sie begegneten sich nun wieder in New York bei Plattenaufnahmen für George Russell (New York, N.Y.). Ende des Jahres 1958 entstanden daraufhin Aufnahmen der beiden für das United-Artists-Label; Golson erschien auf Farmers Platten Modern Art und Brass Shout (1958).
Im Mai 1959 spielte Benny Golson im Quintett des Posaunisten Curtis Fuller; so entstanden für Savoy Records die Platten Blues-ette, im August 1959 The Curtis Fuller Jazztet with Benny Golson, im Dezember Imagination. Benny Golson wollte 1959 ein Sextett bilden (mit einer zusätzlichen Posaunenstimme statt der damals üblichen Quintette) und fragte Art Farmer, der gerade Gerry Mulligan verlassen wollte. Art nahm seinen Bruder, den Bassisten Addison Farmer und den Schlagzeuger Dave Bailey (aus der Mulligan-Band) hinzu; Golson wollte Curtis Fuller und einen 19-jährigen Pianisten, den er aus Philadelphia kannte, McCoy Tyner. Das offizielle Debüt der Formation war ein Auftritt im New Yorker Jazzclub Five Spot im November 1959, in dem gerade Ornette Colemans Quartett Furore gemacht hatte. Es fehlte nur noch der Name für die neue Band; Golson und Farmer fragten Curtis Fuller, ob sie die Bezeichnung Jazztet übernehmen durften, die dieser für die Savoy-Sessions verwendet hatte. Im Februar 1960 wurde schließlich die erste Jazztet-Platte Meet The Jazztet, im September Big City Sounds aufgenommen.
Die drei Jahre im ersten Art Farmer/Benny Golson Jazztet waren der Beginn einer Zusammenarbeit, die sich über vier Jahrzehnte (bis zum Tod Art Farmers am 4. Oktober 1999) erstrecken sollte, hatte aber ihren Höhepunkt in den Sessions für das Argo- und Mercury-Label vom Februar 1960 bis zum Juni 1962. Nach den ersten beiden Alben entstanden die Jazztet-LPs The Jazztet – Big City Sounds, The Jazztet & John Lewis, The Jazztet At Birdhouse, Here And Now, Another Git Together mit den (wechselnden) Musikern Grachan Moncur III, Cedar Walton, Tommy Flanagan, Albert Heath, Tom McIntosh und Tommy Williams. Für das Jazztet schrieb Golson u. a. die Kompositionen Killer Joe, Along Came Betty, Five Spot After Dark, Blues On Down.
Im März 1962 unterzeichneten Farmer und Golson einen neuen Schallplattenvertrag mit dem Mercury-Label, der ihnen mehr Raum für Soloprojekte ließ. Zur Band stießen nun der Pianist Harold Mabern, der Posaunist Grachan Monchur III, der Bassist Herbie Lewis und der Schlagzeuger Roy McCurdy. Die Stücke Tonk, Space Station und Sonny’s Back erschienen so hitverdächtig, dass sie auch als kürzere Versionen zur Single-Auskopplung aufgenommen wurden. Der Erfolg des Jazztets inspirierte damals Miles Davis und Art Blakey das Sextett-Format zu übernehmen.

### Die späten Jahre
In den folgenden Jahren nach der vorübergehenden Auflösung des Jazztets leitete Golson kurz eine Big Band, konzentrierte sich dann auf Studio- und Orchesterarbeit und ließ sich als Film- und TV-Komponist in Hollywood nieder, nahm aber Ende der 1960er Jahre wieder Platten auf.
Seit Anfang der 1980er Jahre trat Golson mit dem wiederbelebten Jazztet auf, dem erneut seine Mitgründer Art Farmer und Curtis Fuller angehörten; sie gingen gemeinsam auf Tourneen und spielten auf Festivals, es entstanden die Alben Moment To Moment (1983), Real Time, Back To The City (1986).
In den 1990er Jahren spielte Golson mit eigener Band – zu der der Pianist Mulgrew Miller, der Bassist Ray Drummond und der Schlagzeuger Tony Reedus gehörten – eine Reihe von Platten ein. 1997 entstand eine Platte mit dem Tenorsaxophonisten Ron Blake (Remembering Clifford), 1999 mit Nat Adderley und Monty Alexander (That’s funky), auf der sie Jazzstandards wie The Sidewinder, Work Song, Moritat, Blues March und Moanin’ neu interpretieren. In dieser Zeit beschäftigte sich Golson auch mit klassischen Kompositionen: 1994 schrieb er seine erste Symphonie Two Faces, die am Lincoln Center New York uraufgeführt wurde. Außerdem schrieb Golson ein Violinstück für Itzhak Perlman. 2005 wurde sein klassisches Pianowerk aufgeführt. 2006 wurde vom Juilliard Jazz Orchestra mit Golson als Leiter seine neue Komposition Above And Beyond aufgeführt. Ab 2000 arbeitete er außerdem mit Ron Carter, Joe Farnsworth, Pierre-Yves Sorin, Tom McIntosh, Jimmy Amadie, Joris Dudli, Rudolf Dašek, Aaron Diehl, Valery Ponomarev. Ferner nahm er weiterhin Alben unter eigenem Namen auf, wie 2015 Horizon Ahead, mit Mike LeDonne, Buster Williams und Carl Allen.
Unbeachtet von der Öffentlichkeit lebte Golson lange Zeit in Friedrichshafen am Bodensee, wo er auch etwas Deutsch lernte. In einem Interview mit dem Südwestrundfunk sagte Golson in einem deutsch-englischen Mischmasch:

“It’s great to be alive. So many of my friends – tot. Ray Bryant – tot. John Coltrane, Dizzy Gillespie, Charlie Parker, Oscar Peterson – tot. Und ick bin hier – bravo. I love live.”

## Benny Golsons Musikstil

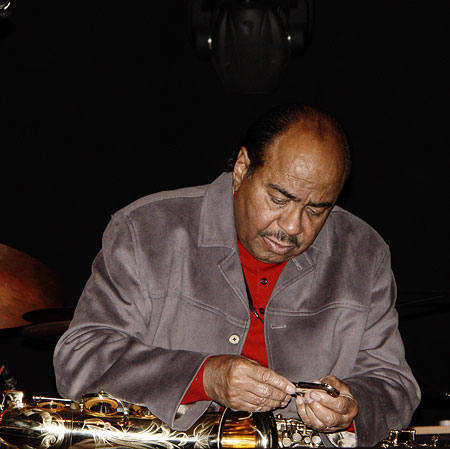
Benny Golson (2014)

Benny Golson hat als Solist, Komponist und Arrangeur bei den Jazz Messengers wie beim Jazztet das romantische Potential des Hardbop ausgelotet. Sein Stil ist bestimmt durch einen warmen, zarten Ton, ähnlich dem von Ben Webster, melodische und harmonische Ideen sowie einen beherrschenden Lyrismus. So folgt er den Ideen seines Lehrers Tadd Dameron eines sanften Goldgrund-Klangbildes, erzeugt durch geschickte Stimmentauschverfahren der drei Melodie-Instrumente Saxophon (Golson), Trompete (Farmer) und Posaune (Fuller).
Joachim Ernst Berendt beschreibt die Stilistik Golsons etwas prosaisch am Beispiel seiner Improvisationskunst, die ein Stück Vergangenheit voll Melancholie längst vergangenem Zauber sei wie auch seine Arrangements. Golsons Vorbilder sind die Tenorsaxophon-Solisten des späten Swing und des Bebop, wie Coleman Hawkins, Lucky Thompson, Don Byas und Paul Gonsalves, integriert auch den Rhythm-and-Blues-Klang eines Eddie Lockjaw Davis. Spätere Anregungen erfuhr sein Stil auch durch zeitgenössische Tenoristen wie John Coltrane. Sein Vibrato mit seinem summenden dunklen Klang schuf einen ganz eigenen Klang im Jazz.

## Auszeichnungen
Benny Golson erhielt die Jazz Masters Fellowship für das Jahr 1996. Die mit 25 000 US-Dollar dotierte Anerkennung der staatlichen NEA-Stiftung ist die höchste Auszeichnung für Jazzmusiker in den USA.
Er besaß die Ehrendoktorwürde des William Paterson College, Wayne, New Jersey und der Berklee School of Music, Boston, MA.

## Kompositionen
Zu seinem bekanntesten Kompositionen gehören:
- Along Came Betty
- Are You Real?
- Blues March
- Five Spot After Dark
- I Remember Clifford
- Killer Joe
- Stablemates
- Whisper Not

Golson hat im Lauf seiner musikalischen Karriere nach eigenen Angaben über 300 Stücke geschrieben oder arrangiert, wie für Count Basie, John Coltrane, Miles Davis, Ella Fitzgerald, Dizzy Gillespie, Benny Goodman, Lionel Hampton, Shirley Horn, Quincy Jones, Peggy Lee, Carmen McRae, Anita O’Day, Oscar Peterson, Mel Tormé, George Shearing und viele Popkünstler, sowie für TV-Serien und Filme wie M*A*S*H, Mannix, Mission Impossible und Werbespots für Firmen wie Chevrolet, Gilette, Heinz, Mattel, Texaco.

## Diskographie (Auswahl)

### Als Leader
- 1957: Walkin’(Fresh Sound Records) mit Freddie Hubbard, Curtis Fuller, Eric Dolphy, Wayne Shorter, Bill Evans
- 1957: Benny Golson’s New York Scene (OJC) mit Art Farmer, Julius Watkins, Gigi Gryce, Sahib Shihab
- 1957: The Modern Touch (OJC) mit Kenny Dorham, J.J. Johnson, Wynton Kelly
- 1958: Benny Golson And the Philadephians (United Artists/Blue Note) mit Lee Morgan, Ray Bryant, Bobby Timmons, Percy Heath
- 1958: The Other Side Of Benny Golson (OJC) mit Curtis Fuller, Barry Harris, Jimie Merritt
- 1959: Gone With Golson (OJC) mit Curtis Fuller, Ray Bryant
- 1959: Groovin’ With Golson (OJC) mit Curtis Fuller, Ray Bryant
- 1959: Getting’ With It (New Jazz/OJC) mit Fuller, Tommy Flanagan, Doug Watkins
- 1960: Take A Number From 1 To 10 (Argo)
- 1962: Turning Point (Mercury), Free (Argo)
- 1965: Three Little Words (Jazz House) mit Stan Tracey, Rick Laird, Billy Hart
- 1967: Tune In, Turn On (Verve) mit Art Farmer, Eric Gale
- 1979: Blues on Down
- 1983: California Message (Timeless) mit Curtis Fuller
- 1983: This Is For You, John (Timeless) mit Pharoah Sanders, Cedar Walton, Ron Carter, Jack De Johnette
- 1985: Time Speaks (Timeless) mit Freddie Hubbard, Woody Shaw, Ben Riley, Kenny Barron, Cecil McBee
- 1986: Up Jumped Benny! (Arkadia) mit Kevin Hays
- 1989: Live (Dreyfus) mit Mulgrew Miller, Peter Washington, Tony Reedus
- 1990: Stardust (Denon) mit Freddie Hubbard, Ron Carter, Marvin Smith, Mulgrew Miller
- 1990: Benny Golson Quartet (LRC) mit Mulgrew Miller, Rufus Reid, Tony Reedus
- 1991: Domingo (Dreyfus) mit Curtis Fuller
- 1992: I Remember Miles (Evidence) Eddie Henderson, Curtis Fuller, Mulgrew Miller, Ray Drummond
- 1996: Tenor Legacy (Arkadia) mit Branford Marsalis, James Carter, Harold Ashby
- 1997: Remembering Clifford (Milestone) mit Ron Blake
- 1999: That’s Funky (Arkadia) mit Nat Adderley, Monty Alexander, Ray Drummond, Marvin Smitty Smith
- 2003: The Masquerade Is Over (Azzurra Music) mit Massimo Faraò, Aldo Zunino & Bobby Durham
- 2009: new time, new ’tet (Concord Music Group)
- 2016: Horizon Ahead (High Note) mit Mike LeDonne, Buster Williams, Carl Allen

### The Art Farmer/Benny Golson Jazztet
- The Complete Argo/Mercury Art Farmer/Benny Golson Sessions[15] mit den Jazztet-Platten
- Meet The Jazztet[16]
- The Jazztet – Big City Sounds (Argo)[17]
- The Jazztet The Jazztet and John Lewis (Argo)[18]
- The Jazztet At Birdhouse (Argo)[19]
- Here And Now (Mercury)[20]
- Another Git Together (Mercury)[21]
- Moment To Moment (Soul Note, 1983)Farmer, Golson, Fuller, Mickey Tucker (p), Ray Drummond (b), Albert Heath (dr)
- Real Time (Contemporary, 1986) Farmer, Golson, Fuller, Mickey Tucker (p), Ray Drummond (b), Marvin Smitty Smith(dr)
- Back To The City (Contemporary, 1986) Farmer, Golson, Fuller, Mickey Tucker (p), Ray Drummond (b), Marvin Smitty Smith (dr)

### Als Sideman
Benny Golson nahm als Sideman Platten auf mit Ahmed Abdul-Malik, Conte Candoli, Eric Dolphy, Dizzy Gillespie, Ernie Henry, Philly Joe Jones, Roland Kirk, John Lewis, Abbey Lincoln, Bill Henderson, Dinah Washington und Lem Winchester. Zu seinen bedeutendsten Einspielungen als Sideman gehören die Platten
- Art Blakey and the Jazz Messengers: Moanin’ (Blue Note, 1958)
- Art Blakey and the Jazz Messengers: Paris 1958 (RCA Bluebird)
- Art Farmer: Modern Art (Blue Note, 1958)
- Curtis Fuller: Blues-ette (Savoy Records, 1959), The Curtis Fuller Jazztet with Benny Golson (Savoy, 1959)
- Wynton Kelly: Kelly Blue (OJC, 1959)
- Kevin Mahogany: You Got What It Takes (Enja, 1995)
- Junior Mance: Floating Festival Trio (Chiaroscuro, 1995)
- Charles Mingus: Mingus Dynasty (Columbia, 1959)
- Blue Mitchell: Out Of The Blue (OJC, 1959), Blues On my mind (OJC, 1959)
- James Moody: Moody’s Mood For Love (Chess, 1956/7)
- George Russell: New York, N.Y. (Impulse!, 1958–59)
- Lem Winchester: Winchester Special (New Jazz Records/OJC, 1959)

### Sammlung
- The Complete Argo/Mercury Art Farmer/Benny Golson Jazztet Sessions (1960–1962) – (Mosaic 2004) – 7 CDs mit Curtis Fuller, McCoy Tyner, Addison Farmer, Lex Humphries, Tom McIntosh, Cedar Walton, Tommy Williams b, Tootie Heath, Tommy Flanagan, Freddie Hubbard, Sahib Shihab, Nick Travis, Bill Elton tb, Willie Ruff, Hal McKusick, Sol Schlinger bs, Bernie Glow, John Lewis arr, Harold Mabern, Roy McCurdy, Grachan Moncur III, Herbie Lewis, Rolf Ericson, Ernie Royal, Clark Terry, Snooky Young, Jimmy Cleveland, Urbie Green, Phil Woods, Jim Hall, George Duvivier, Charlie Persip, Ray Barretto, Oliver Nelson arr, Wynton Kelly, Paul Chambers, Jimmy Cobb, Ron Carter, Arthur Taylor dm

## Filmografie
- Terminal, Regie: Steven Spielberg, USA: 2004. (Benny Golson spielte sich selbst.)